# Henry Ireton

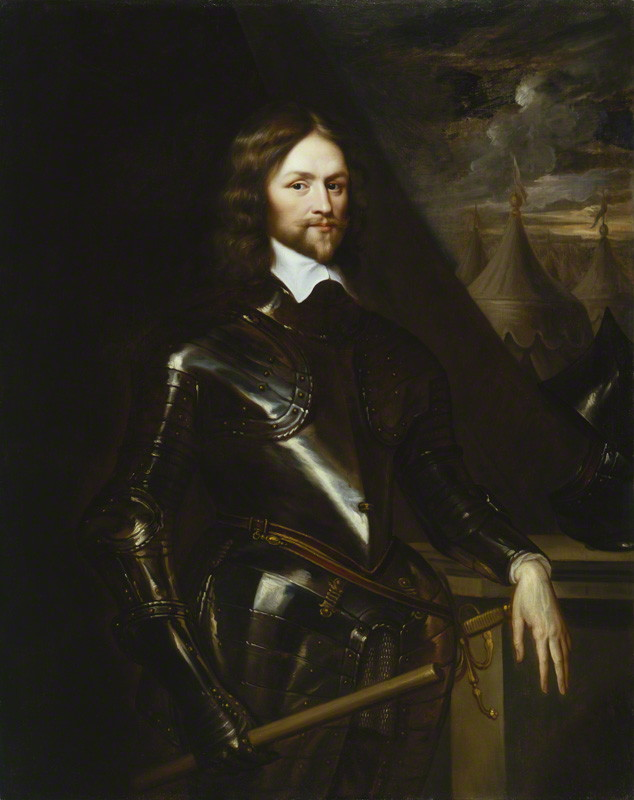
Portretschilderij toegeschreven aan Robert Walker (ca. 1650)

Henry Ireton (gedoopt Attenborough, 3 november 1611 – Limerick, 26 november 1651) was een Engels legerleider en revolutionair in de Oorlogen van de Drie Koninkrijken. Als schoonzoon van Oliver Cromwell speelde hij een voorname rol in de staatsgreep tegen het Long Parliament en in de onthoofding van koning Karel I van Engeland. Eerder dan een groot militair was hij vooral een invloedrijk politicus, die zijn visie van een goddelijk republicanisme verwezenlijkt zag in het Engels Gemenebest. In de laatste twee jaar van zijn leven vocht hij in de Ierse Confederale Oorlogen en bestuurde hij het veroverde gebied als Lord Deputy.

## Jonge jaren
Hij was de oudste van de vijf zonen van German Ireton († 1624), maar volgens het laatstgeboorterecht van Nottinghamshire erfde hij geen landerijen. Om later toch een inkomen te verwerven, studeerde hij aan Trinity College in Oxford. Hij behaalde in 1629 een baccalaureaat in de artes en verbond zich aan de Londense Middle Temple. Hoewel hij zich niet inschreef aan de balie, was hij werkzaam als jurist. Politiek omarmde hij de parlementaire zaak tegen de royalisten. Op religieus vlak was hij een puritein zoals zijn ouders, die last hadden gekregen omdat ze de regels van de Church of England niet volgden.

## Officier in het parlementair leger
Toen in 1642 de Engelse Burgeroorlog uitbrak, werd Ireton kapitein van de cavaleriecompagnie die het parlement in Nottingham liet lichten. Hij vocht op 28 juli 1643 in de Slag bij Gainsborough en maakte zo kennis met Oliver Cromwell. Ze vonden elkaar in hun ambitie om van Engeland een goddelijk gemenebest te maken. Ireton werd vice-gouverneur onder Cromwell in diens geboortestreek Isle of Ely. Hij versterkte het gebied en beschermde er het godsdienstige independentisme, zodat het een gewoonte werd dat soldaten en andere leken de kansel beklommen. In de oorlog werd hij kwartiermeester-generaal en nam hij deel aan de veldslagen bij Marston Moor en Newbury. Hij vond zijn aanvoerder Edward Montagu, 2nd Earl of Manchester, veel te lauw en zorgde er mee voor dat het aristocratische leiderschap werd vervangen door het New Model Army. 
Pas in de lente van 1645 kreeg Ireton een officiersfunctie in dat leger. Dit was juist op tijd voor de Slag bij Naseby waarin hij als commissaris-generaal de linkervleugel van de cavalerie commandeerde. Tijdens zijn nogal chaotische charge raakte hij gewond in het gezicht en in de dij. Na een korte krijgsgevangenschap was hij in september voldoende hersteld om deel te nemen aan de bestorming van Bristol. In 1646 onderhandelde hij de overgave van een koninklijk leger, maar hij weigerde een politieke onderhandeling met Karel I. Dat jaar trouwde hij ook met Cromwells dochter Bridget.

## Revolutionair politicus
Door een tussentijdse verkiezing in Appleby kwam Ireton op 30 oktober 1645 in het Lagerhuis. Zijn steun aan een petitie van de Levellers bracht hem in 1647 bijna tot een duel met zijn collega-parlementslid Denzel Holles. Toen het steeds meer tot een breuk kwam tussen het parlement en haar leger, koos Ireton de kant van het leger. Hij zat mee achter de actie waarmee George Joyce op 2 juni de koning van parlementaire in militaire gevangenschap bracht, buiten het medeweten van opperbevelhebber Thomas Fairfax om. In de volgende jaren zou Ireton mee het intiatief nemen voor tal van politieke beslissingen. Zo gaf hij mee vorm aan de oprichting van de algemene legerraad, waarin de officieren zoals hij (grandees) het overwicht hadden op de gewone soldaten. Met zijn vaardige pen stelde hij tal van programmatorische teksten op, zoals de Declaration van juni 1647. Ook schreef hij mee de Heads of Proposals, een radicaal voorstel van constitutionele hervorming namens het leger. De koning deed de onderhandelingen echter spaak lopen door tegelijk met het parlement en met de Schotten te spreken, wat Ireton in diskrediet bracht bij het leger. Hij waarschuwde tegen het algemeen stemrecht, omdat dit volgens hem tot afschaffing van het eigendomsrecht zou leiden, en pleitte ervoor dat het Lagerhuis het maken van wetten zou delen met de Koning en het Hogerhuis. Als lid van een achttienkoppig comité hield hij vermoedelijk de pen bij het opstellen van de remonstrantie van het leger opstelde, die de broeiende muiterij tot bedaren bracht.
Na de vlucht van de koning naar het eiland Wight maakte Ireton een ommezwaai. Hij schreef Karel I af en dacht eraan de hertog van York op de troon te brengen. De tweede burgeroorlog brak uit en Ireton nam weer een commando te velde. Onder Fairfax was hij bij het beleg van Colchester. Hij onderhandelde mee de overgave van de stad op 27 augustus en steunde de controversiële executie van de commandanten Charles Lucas en George Lisle. Nadat de royalisten voor de tweede keer waren verslagen, redigeerde hij een revolutionair document namens het leger, getiteld A remonstrance of his excellency Thomas Lord Fairfax … And of the generall councell of officers. Het riep op om het parlement te ontbinden, nieuwe verkiezingen te houden, en de koning te berechten voor verraad. Hoewel niet expliciet vermeld, was de bedoelde uitkomst terechtstelling. De parlementaire meerderheid wees dit programma af en stemde voor verdere onderhandelingen met de koning. Daarop organiseerde Ireton op 5 december 1647 mee Pride's Purge, een grondige zuivering van het Lagerhuis, die de radicale minderheid in controle bracht. Hij had mee de lijst van te arresteren parlementsleden opgemaakt.
Het Rompparlement dat uit deze staatsgreep resulteerde, stemde toe in het proces van Karel I en benoemde Ireton onder de commissarissen die als rechter konden optreden. Hij ondertekende mee het executiebevel en werd zo een van de 59 regiciden. Ondertussen was hij ook een eminente stem in de constitutionele debatten, die leidden tot het indienen van het Agreement of the People op 20 januari 1649 in het Lagerhuis. Hij had zich met succes verzet tegen het idee om dwang in religieuze zaken op te geven en had bekomen dat het christendom staatsgodsdienst zou zijn. Een goddelijk gemenebest was nog steeds zijn ideaal. Maar hij was niet de enige die weinig enthousiast was over de compromistekst, die uiteindelijk verticaal werd geklasseerd.

## Lord Deputy van Ierland
In de schaduw van Cromwell was Ireton een invloedrijk politicus, maar hij maakte veel vijanden en werd beschouwd als zwaar op de hand. Vooral als theoreticus drukte hij zijn stempel. Toen hij in februari 1649 geen plaats kreeg in de nieuwe Raad van State, richtte hij zich op de militaire expeditie tegen Ierland, waarvan hij onderbevelhebber was onder Cromwell. In juni zette zijn vloot koers naar Dublin vanuit Milford Haven. Hij veroverde Inistioge, Carrick en het kasteel van Ardfinnan. Na het vertrek van Cromwell werd hij in 1650 Lord Deputy van Ierland. Hij zette de verovering verder en organiseerde, bijgestaan door andere puriteinen, de inplanting van civiele en militaire kolonisten en de ondrukking van het katholicisme. De inwoners van Limerick en Waterford dwong hij hun stad te verlaten. Zelf verwierf hij grote landgoederen in Kilkenny en Tipperary, al was hij niet uit op grote rijkdom. Aan de Raad van State stelde hij uit pragmatische overwegingen een verlichting van het bezettingsregime voor, maar hij werd niet gevolgd en het geweld greep verder om zich heen. Het beleg van Limerick kostte hem vele maanden, en toen de stad eindelijk in de herfst capituleerde, werd hij ziek en liet hij het leven.
Iretons lichaam werd via Bristol gerepatrieerd. Hij lag opgebaard in Somerset House tot hij op 6 februari 1652 werd bijgezet in Westminster Abbey. Hij kreeg een extravagant grafmonument, dat spoedig na de Restauratie werd vernield. Zijn lichaam werd eind januari 1661 geëxhumeerd en na ophanging herbegraven in het galgenveld van Tyburn.

## Familie
Op 15 juni 1646 trouwde Ireton met Bridget Cromwell (1624-1662). Ze kregen vier kinderen:
- Henry Ireton, getrouwd met Katherine Powle
- Elizabeth Ireton (geboren ca. 1647), getrouwd met Thomas Polhill
- Jane Ireton (geboren ca. 1648), getrouwd met Richard Lloyd
- Bridget Ireton (1649-1726), getrouwd met Thomas Bendish